# Jacques Roger
Jacques Roger (* 1920; † 26. März 1990)  war ein französischer Wissenschaftshistoriker der Biologie und Paläontologie.

## Leben
Roger studierte klassische Literatur (Agrége 1943). 1951 bis 1953 forschte er für das CNRS und lehrte dann an der Universität von Poitiers. 1964 wurde er Professor an der Universität Tours, an der er 1965 bis 1969 Doyen de la Faculté des lettres war, und 1970 Professor für Wissenschaftsgeschichte an der Sorbonne. Er war ab 1982 Direktor an der École des hautes études en sciences sociales, ab 1978 Direktor des Centre international de synthèse und 1983 bis 1989 Leiter des Centre Alexandre Koyré.
Er befasste sich besonders mit der Wissenschaftsgeschichte der Biologie im 18. Jahrhundert und speziell seit den 1950er Jahren Georges-Louis Leclerc de Buffon, dessen Biograph er war. 1962 gab er eine kritische Ausgabe von Buffons Epoques de la Nature heraus (Paris: Éd. du Museum 1962, Neuauflage 1988).
Er war Herausgeber der Zeitschrift Revue de synthèse und im Herausgebergremium von History of Science, Journal of History of Biology und anderen Zeitschriften. Ab 1985 war er Mitherausgeber des Revue d´histoire des sciences neben René Taton und ab 1989 neben Jean Dhombres. Im Jahr 1967 wurde er zum Mitglied der Leopoldina gewählt.

## Schriften
- Panorama du XVIIe siècle français, Paris: Seghers 1962
- Les sciences de la vie dans la pensée française du XVIIIe siècle. La génération des animaux de Descartes à l'Encyclopdéie, Paris, Armand Colin, 1963, Neuauflage 1971, 1993 (seine Thèse de Doctorat von 1963) – ausgezeichnet 1964 mit einem Grand Prix Gobert
- Présentation du Discours sur les sciences et les arts de J.-J. Rousseau, Paris, Garnier-Flammarion, 1971.
- Un autre Buffon, Paris, Hermann, 1977 (Vorwort Jean-Louis Binet, Auswahl aus dem Werk von Buffon mit Kommentar)
- Buffon : un philosophe au Jardin du Roi, Paris, Fayard, 1989
- Pour une histoire des sciences à part entière, Paris, Albin Michel, 1995
- Réflexions sur l´histoire de la biologie (XVIIe-XVIIIe siècle): problèmes de méthodes, Revue d´histoire des sciences, Band 17, 1964, Nr. 1, S. 25–40